# John Heijning

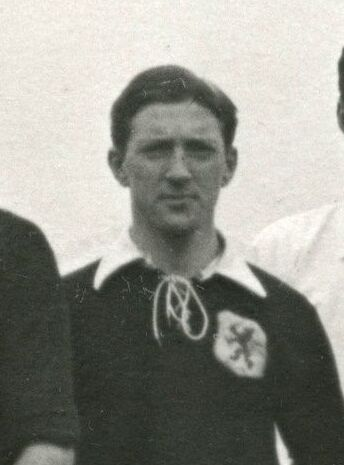
John Heijning (1912)

Johannes Cornelis „John“ Heijning (* 12. Dezember 1884 in Den Haag; † 19. Mai 1947 in Hilversum) war ein niederländischer Fußballspieler. Er bestritt zwischen 1907 und 1912 acht Länderspiele für die niederländische  Fußballnationalmannschaft.

## Laufbahn
Der Verteidiger erlebte mit seinem Verein HVV Den Haag an der Seite von Mitspielern wie Jan van Breda Kolff, Guus Lutjens, Constant Feith und Karel Heijting sehr erfolgreiche Zeiten. Er gewann in den Jahren 1905, 1907 und 1910 die Meisterschaft und stand mit dem HVV 1904 und 1910 im Finale des KNVB-Pokals.
In der Elftal debütierte Heijning am 1. April 1907 bei einer 1:8-Niederlage gegen den Lehrmeister England. Nach seinem dritten Länderspiel im Jahr 1907 (1:2-Niederlage gegen Belgien) durchlief er eine dreijährige internationale Pause, ehe er am 13. März 1910 wieder für Oranje an den Start gehen durfte. Sein siebter Länderspieleinsatz bestritt er am 24. März 1912 in Zwolle gegen Deutschland. Beim torreichen 5:5 verteidigte er gemeinsam mit seinem Vereinskollegen Constant Feith und hatte es mit der Karlsruher Offensivkunst der DFB-Angreifer Karl Wegele, Fritz Förderer, Gottfried Fuchs, Julius Hirsch und Emil Oberle zu tun. Mit seinem achten Länderspieleinsatz am 28. April 1912 mit einem 4:3-Erfolg gegen Belgien, verabschiedete sich Heijning aus der Nationalmannschaft. Mannes Francken zeichnete sich dabei als dreifacher Torschütze aus.
Bei den Olympischen Sommerspielen 1908 in London war Heijning Reservespieler der Niederlande und kam nicht zum Einsatz.